# Wegekreuz Gut Hommelsheim

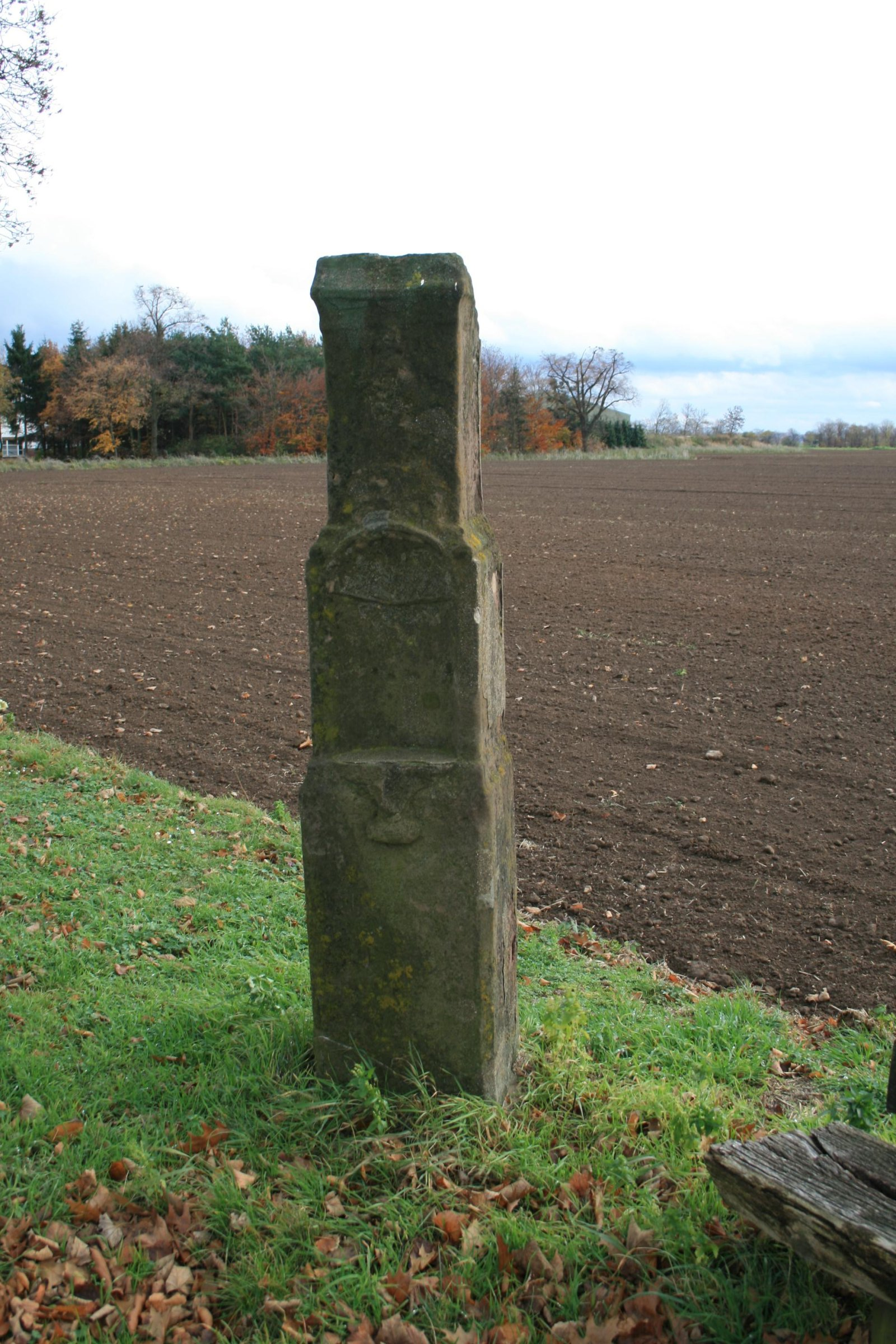
Das Wegekreuz

Das Wegekreuz Gut Hommelsheim steht in der Nähe von Eschweiler über Feld, einem Ortsteil der Gemeinde Nörvenich im Kreis Düren, Nordrhein-Westfalen, und zwar an der Zufahrt zu Gut Hommelsheim zwischen Frauwüllesheim und Eschweiler über Feld.
Der Rest des Wegekreuzes stammt aus dem 18. Jahrhundert. Von dem Wegekreuz ist nur noch der untere Teil erhalten. Das Kreuz selbst ist nicht mehr vorhanden.
Zu sehen ist noch ein Pfeiler aus Buntsandstein, der dreifach gestuft ist. Die Inschrift ist verwittert. Über dieser ehemaligen Inschrift befindet sich eine rundbogige Nische.
Das Wegekreuz wurde am 11. März 1985 in die Denkmalliste der Gemeinde Nörvenich unter Nr. 27 eingetragen.

## Belege
- Denkmalliste der Gemeinde Nörvenich (PDF; 108 kB)

Koordinaten: 50° 47′ 58,2″ N, 6° 35′ 12,5″ O